# (868) Лова
(868) Лова (лат. Lova) — тёмный астероид главного пояса астероидов, принадлежащий к спектральному классу С. Астероид был открыт 26 апреля 1917 года немецким астрономом Максом Вольфом в Гейдельбергской обсерватории на юго-западе Германии. Это один из немногих астероидов, происхождение названия которого не известно.

## Физические характеристики
По классификации Толена астроид принадлежит к углеродным астероидам спектрального класса С. По классификации SMASS астероид имеет подтип Ch.
В 2017 году на основании фотометрических наблюдений был вычислен период вращения равный 41.1 ч с изменением яркости на 0,28 звёздной величины.
На основании кривых блеска была смоделирована форма астероида, и высокое изменение яркости говорит о небольшой несферичности астероида.
Согласно данным наблюдения инфракрасных спутников IRAS, Akari и WISE астероид имеет диаметр между 50,69 и 55,45 км, а альбедо поверхности между 0,048 и 0,056.
5 апреля 2006 года и 12 июля 2007 года наблюдались прохождения астероида по диску звезды. Наблюдения показали размер эллипса (52,0 × 52,0) и (43,3 × 64,3) км.